# Tempio di Diana (Cefalù)
Il tempio di Diana è una struttura megalitica risalente al IX secolo a.C. che risiede sulla rocca posta a nord della città di Cefalù.
La destinazione d'uso del complesso è ancora incerta ma è chiaro il valore strategico della vista sulla costa sottostante. La parte più antica del sito è la cisterna. Probabilmente destinato al culto di divinità pagane è stato costruito in più fasi nell'antichità con blocchi di roccia squadrati. Il sito è stato infine ristrutturato durante il II secolo a.C.

## Curiosità
Il tempio è il soggetto di un disegno dell'artista francese Jean-Pierre Houël, realizzato durante il suo viaggio in Sicilia (Grand Tour). Il disegno si trova attualmente nel museo dell'Ermitage.